# Бассевиц, Фридрих Магнус
Граф Фридрих Магнус Бассевиц (нем. Friedrich Magnus von Bassewitz; 17 января 1773, Тесторф-Штайнфорт — 14 января 1858, Берлин) — прусский государственный деятель, видный сановник, окружной президент Потсдама (1810—1842), обер-президент провинции Бранденбург (1825—1840). Почётный гражданин Потсдама (1835). Почётный гражданин Берлина (1842).

## Биография
Родился в семье прусского офицера. Воспитывался в педагогическом институте в Галле, в 1791—1794 годах изучал право и администрирование университетах Галле, Ростока и Йене.
Служебную деятельность начал в 1795 году,  в 1800 году получил звание государственного советника и члена совета департамента государственных имуществ, в 1809 году стал первым директором и вице-председателем, а в 1810 — председателем административного совета в Потсдаме и в 1825 году — обер-президентом провинции Бранденбург, а также президентом консистории и училищного и медицинского правления этой провинции.
24 декабря того же годабыл назначен членом государственного совета. Выйдя в отставку в марте 1842 года проживал в Берлине, где и умер. Похоронен на Старом кладбище Потсдама.
Автор нескольких сочинений
- «Die Kurmark Brandenburg, ihr Zustand und ihre Verwaltung unmittelbar vor dem Ausbruche des franz. Kriegs im okt. 1806» (Лейпциг, 1847);
- «Die Kurmark Brandenburg in der Zeit vom 22 Okt. 1806 bis zu Ende des J. 1808» (2 тома, Лейпц., 1851—52);
- «Die Kurmark Brandenburg im Zusammenhange mit den Schiksalen des gesamtstaates Preussen während der J. 1809 und 1810» (изд. К. фон-Рейнгардом, Лейпц., 1860).